# Minoritenkloster Loslau

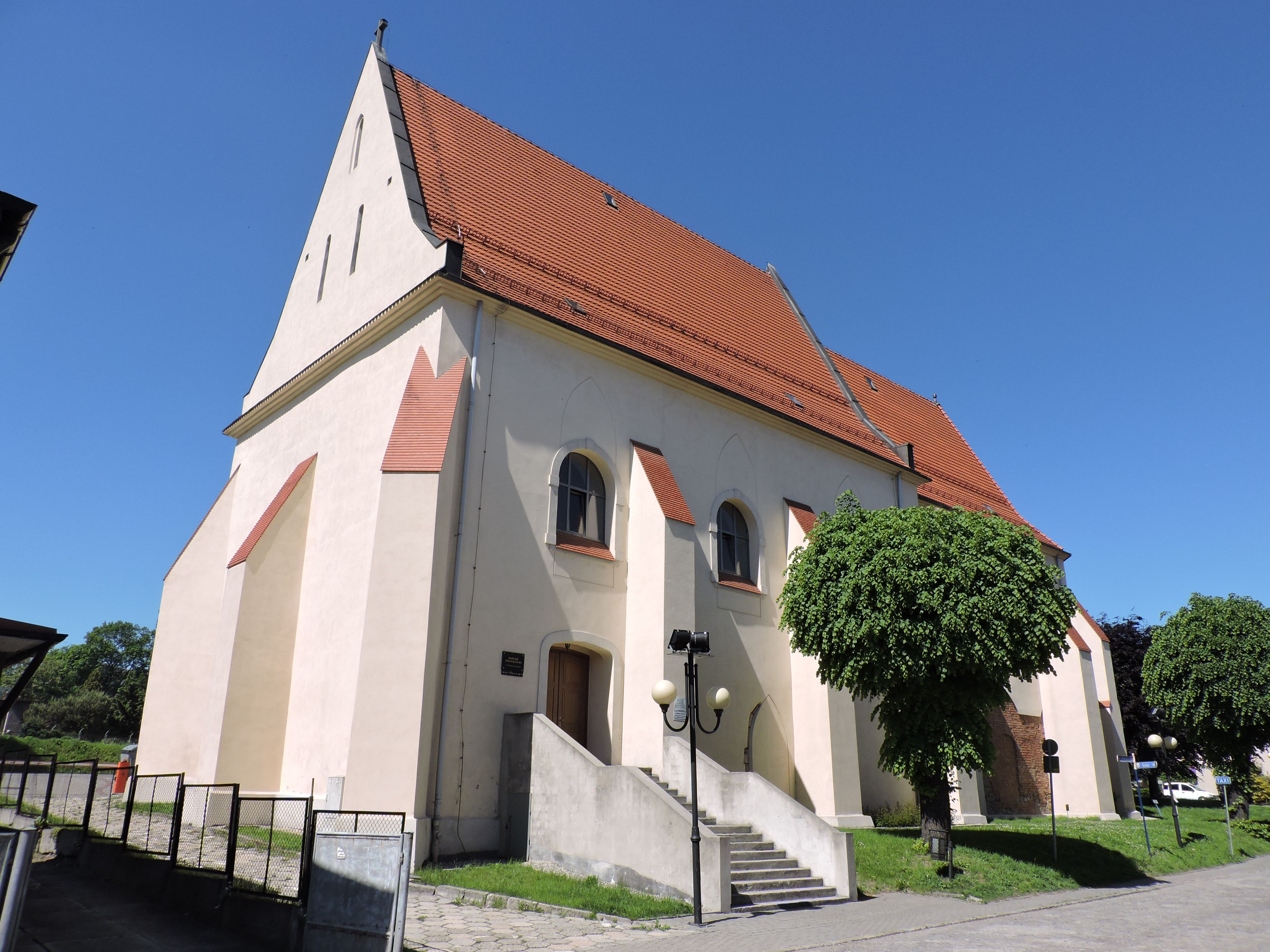
Dreifaltigkeitskirche in Loslau/Wodzisław Śląski, die ehemalige Klosterkirche der Minoriten

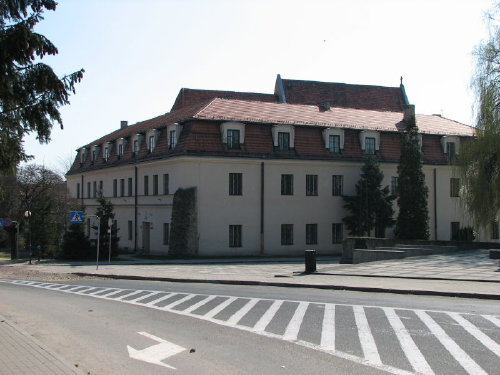
Das Klostergebäude

Das Minoritenkloster Loslau war eine Niederlassung der Ordensgemeinschaft der Franziskaner, später der Minoriten, in der Stadt Loslau im Herzogtum Ratibor bzw. später Herzogtum Loslau in Schlesien, seit 1945 Wodzisław Śląski in der Woiwodschaft Schlesien (Polen). Das Kloster wurde nach älteren Arbeiten 1257 (vermutlich) von Herzog Wladislaus I. von Oppeln-Ratibor gegründet. Neuere Arbeiten bezweifelten aber diese frühe Gründung. 2023 fand sich jedoch ein neues Dokument, das die Gründung des Klosters im Jahr 1257 bestätigte. Das Kloster wurde während oder nach der Reformation verlassen. Bis 1634 war es wieder von Ordensbrüdern des franziskanischen Minoriten-Ordens besiedelt worden. 1810 wurde das Kloster im Zuge der Säkularisation aufgehoben.

## Lage
Das Kloster lag im westlichen Bereich der Altstadt von Loslau, nicht weit von der Stadtmauer entfernt, wie es damals für solche Klöster typisch war. Von den Klostergebäuden hat sich neben dem ehemaligen Klostergebäude, das heute das Amtsgericht in Wodzisław Śląski (Sąd Rejonowy) beherbergt, nur die der Heiligen Dreifaltigkeit geweihte Kirche erhalten – ein gotischer Bau im Bettelordensstil ohne Turm. Die ehemalige Klosterkirche ist heute die Evangelisch-lutherische Kirche (Kościół Ewangelicko-Augsburski Świętej Trójcy).

## Geschichte

### Gründung bis Reformation
Die Geschichte dieses Franziskanerklosters ist sehr schlecht dokumentiert. Nach Rudolf Hirsch wurde es mutmaßlich von Herzog Wladislaus I. von Oppeln-Ratibor 1257 gegründet. Winfried Irgang bezweifelt jedoch diese frühe Gründung. Sicher bestand das Kloster aber um 1340, eine weitere Nennung stammt von 1390. Aufgrund der Gründungszeiten der anderen Franziskanerklöster in Schlesien ist mit einiger Sicherheit davon auszugehen, dass – selbst wenn man das angebliche Gründungsdatum 1257 nicht akzeptiert – das Kloster bereits im 13. Jahrhundert gegründet wurde. Im Jahr 2023 fand der Historiker Piotr Hojka eine neue Erwähnung der Gründung des Klosters im Jahr 1257 durch Herzog Wladislaus I. von Oppeln-Ratibor. 1443 gehörte es zur Kustodie Oppeln der böhmischen Ordensprovinz. Auch neue architektonische Untersuchungen der Kirchenmauern liefern zusätzliche Informationen über ihren Bau und die Entwicklungsphasen. Laut den neuesten architektonischen Forschungen stammt die heutige Heilig-Dreifaltigkeitskirche spätestens aus der Mitte des 14. Jahrhunderts. Sie wurde auf den Fundamenten eines früheren Oratoriums errichtet. Piotr Hojka stellte die Hypothese auf, dass die prächtige Kirche von der Loslauer Herzogin Konstanze gestiftet wurde.
1515 wurden die drei im mährischen Sprachraum gelegenen Franziskanerklöster, Cosel, Loslau und Oberglogau von der böhmischen Ordensprovinz abgetrennt und an die österreichische Ordensprovinz als Kustodie Mähren angeschlossen. Während der Reformation bzw. in der Zeit unmittelbar danach ist das Kloster verlassen worden. 1625 stand das Kloster jedenfalls leer.

### Wiederbesiedlung
1625 wurde das Kloster vom damaligen Loslauer Pfarrer Simon Cannabius verwaltet. Er plante die Übergabe an polnische Minoriten, die vermutlich bei ihm vorstellig geworden waren zwecks Wiederbesiedlung des Klosters. Gegen diesen Plan protestierte Guardian Meinhardus vom Troppauer Minoritenkloster beim Landesherrn des Herzogtums Loslau, Karl Eusebius von Liechtenstein, und angeblich auch beim Kaiser  Ferdinand II. Er reklamierte das Loslauer Kloster für die österreichische Minoritenprovinz, da das Kloster angeblich eine Filiale des Troppauer Minoritenkonvents gewesen sein soll, das der Österreichischen Ordensprovinz angehörte. Der Troppauer Guardian erreichte Herausgabebefehle vom Landesherrn und vom Kaiser, die jedoch von Pfarrer Cannabius ignoriert wurden. Erst nach dessen Tod erfolgte die Übergabe des Klosters an österreichische Minoriten. 1634 war das Kloster wieder besetzt. Pfarrer Cannabius hatte dem Kloster eine reiche Stiftung von 1440 Gulden hinterlassen.
Bereits 1634 konnte das Kloster schon wieder 1000 Taler an den Loslauer Standesherrn Andreas Freiherr von Plawetzki verleihen. Auch 1659 liehen sie seinem Nachfolger Gabriel Graf von Plawetzky 1000 Gulden. Der Schuldschein ist vom damaligen Guardian Matheus Paulinus Zatzkowitz beglaubigt. Der Sammelbezirk des Klosters umfasste das Gebiet der späteren Kreise Pleß, Ratibor und Rybnik.
Dieser Guardian berichtete, dass während der schwedischen Besetzung seines Olmützer Klosters (1642–1650) ein Dragoneroberst seine Soldaten anwies, alle Heiligenbilder, die sie in ihren Quartieren fanden, auf einem großen Scheiterhaufen zu sammeln und zu verbrennen. Ein Bild mit der Jungfrau Maria mit dem Jesuskind und Johannes dem Täufer wollte nicht brennen. Eine Frau erhielt es auf ihre Bitten und schenkte es dem Guardian Zatzkowitz, der es wiederum der Loslauer Minoritenkirche schenkte. Schon bald setzte eine Wallfahrt zu diesem wundertätigen Marienbild ein.
Gabriel Graf von Plawetzky gewährte dem Kloster 1661 freies Brenn- und Bauholz aus seinen Wäldern, freie Weide für das Vieh des Klosters, das Recht zur Anlage eines Fischteichs, Talg und Wachs für die Beleuchtung in der Klosterkirche, sowie freien Wein und Brot. 1690 wurde dieses Vermächtnis etwas eingeschränkt: Der Bedarf an Holz musste vorher angemeldet werden, und das Holz wurde dann von der Herrschaft ausgezeichnet; nur dieses Holz durfte vom Kloster geschlagen werden. Die freie Weide wurde auf 10 Stück Vieh begrenzt, und die Naturalabgaben an Talg, Messwein und Brot wurden in Geldabgaben umgewandelt. 1696 wurden die Geldgaben an das Kloster auf 50 Gulden jährlich erhöht. Das Kloster gehörte auch 1726 noch zur österreichischen Ordensprovinz. 1727 fundierte der Provinzial der österreichischen Minoritenprovinz eine Messstiftung für die unbekannten Stifter des Loslauer Klosters mit 520 Gulden.

### In der mährischen Ordensprovinz
1732 schuf Papst Clemens XII. eine mährische Minoritenordensprovinz, indem er neun Konvente von der österreichischen Ordensprovinz abtrennte. Die mährische Ordensprovinz wurde in drei Kustodien mit jeweils drei Konventen unterteilt. Das Kloster Loslau bildete zusammen mit den Klöstern in Cosel und Oberglogau die Kustodie St. Ludwig. 1738 brannte das Kloster einschließlich der Klosterkirche völlig ab und wurde bald darauf wieder aufgebaut.

### Unter preußischer Herrschaft
Mit dem Einmarsch von Friedrich II. in Schlesien und dem Frieden von Berlin kam Schlesien 1742 an Preußen. Friedrich II. drängte daraufhin auf die Loslösung der schlesischen Klöster sämtlicher Orden von den jeweiligen Mutterprovinzen in Österreich, Böhmen und Mähren und der Grafschaft Glatz. 1754 bildete der Ordensgeneral aus den sieben Klöstern der böhmischen Ordensprovinz (Breslau,  Minoritenkloster Glatz, Glogau, Löwenberg, Neumarkt, Oppeln, Schweidnitz) und den drei Klöstern Loslau, Oberglogau und Beuthen der mährischen Provinz, allesamt nun im preußischen Schlesien gelegen, eine neue schlesische Minoritenprovinz zum Hl. Nepomuk und der Hl. Hedwig. Die drei Klöster Cosel, Loslau und Oberglogau der mährischen Provinz opponierten zwar zunächst gegen diesen Beschluss, mussten ihn aber schließlich akzeptieren. 1751 hatte der Konvent in Loslau 11 Mitglieder.
1753 betrug das Vermögen des Klosters einschließlich Grund und Boden sowie Messstiftungen 10.217 Gulden. Die wertmäßig größten Stiftungen waren die bereits erwähnte Stiftung des Pfarrers Cannabius von 1625 in Höhe von 1440 Gulden, die Schenkung eines Obstgartens hinter dem Kloster durch Georg Firley von 1655, eine Messstiftung und Spende für die Armenspeisung in Höhe von 570 Gulden durch Johann und Catharina Skrzerowski von 1703, die Überlassung eines Gartens durch den Magistrat der Stadt 1738 zum Wiederaufbau des Klosters, und 1740 eine Geldspende in Höhe von 100 Gulden für die Aushilfe eines Ordenspriesters in der Pfarrei Tworkau durch den Tworkauer Pfarrer Paul Peter Sluchal. 1793 vermeldet Leonardi noch neun Ordensbrüder im Kloster Loslau, ebenso Weigel (nach 1800).

### Aufhebung
Mit dem Säkularisationsedikt König Friedrich Wilhelms III. vom 30. Oktober 1810 wurde das Minoritenkloster Loslau vom preußischen Staat eingezogen. Der Wert des Grundvermögens wurde mit 2400 Gulden, das Gesamtvermögen nach Abzug der Passiva mit 4440 Gulden taxiert.
Bei der Aufhebung 1810 zählte der Konvent noch sieben Mitglieder: den Guardian, vier Brüder und zwei Laienbrüder; sie werden namentlich genannt. Nach der Aufstellung in der Allgemeine(n) Literaturzeitung von 1813 waren es dagegen (und wohl fälschlich) nur noch fünf Mitglieder.
Die Klostergebäude und die Kirche wurden von der Stadt Loslau „für billiges Geld“ gekauft. In den Klostergebäuden wurden die städtische Schule und das Amtsgericht untergebracht. Die Klosterkirche wurde am 8. Februar 1830 von der Stadt für 500 Taler an den damaligen Standesherrn von Loslau, Hyacinth Graf Strachwitz verkauft, der sie als evangelische Kirche einrichten ließ.

### Guardiane und andere Klosterämter
| Amtszeit          | Guardian                             | Sonstige Ämter und Anmerkungen |
| ----------------- | ------------------------------------ | --- |
| 1634              | Benedikt Linowitz                    | |
| 1659              | Matheus Paulinus Zatzkowitz († 1682) | er war früher Guardian im Minoritenkloster Olmütz |
| 1722              | Athanasius Gießmann                  | |
| (1751)            | Aquilinus Abisch                     | Marcus Wagner, Senior |
| (1752)            | Olympius Böhm                        | Marcus Wagner, Senior |
| (1754)            | Quirinus Litschauer                  | Olympius Böhm, Praesiden Conventus |
| (1758)            | Ivo Schmidt                          | Marcus Wagner, Senior |
| (1764)            | Ambrosius Ronck                      | Eduard Czirinsky, Vikar |
| (1769)            | Auxentius Kariner                    | Eduardus Zwierzinsky, Senior, Bruno Reisinger, Vikar (war 1764 Vikar in Cosel) |
| (1778)            | Donulus Letzl                        | er war 1769 Prediger in Cosel, Eduardus Schwirzinsky, Vikar |
| (1779)            | Matianus Kalivoda                    | Donulus Letzl, Praesidens Conventus |
| (1780) bis (1782) | Caspary Friedrich                    | Donulus Letzl, Praesidens Conventus |
| (1789)            | Antonius Gründel                     | Hyacinthus Heisig, Vikar und Polnischer Prediger |
| bis 1810          | Augustin Meiß                        | letzter Guardian, Gaudentius Nowak, Prediger, Bonifacius Otto, Hofkaplan, Andreas Gardianek, Sakristan, NN. Marekwiczka, Organist, die Laienbrüder und Almosensammler Zacharias Poncochowski und Hilarius Pollet |